# Anders Laxell
Anders Laxell, präst, född 1954 i Kimito. Han var med i det finlandssvenska biskopsvalet 2006, men förlorade mot Gustav Björkstrand. Han var kyrkoherde i Hangö svenska församling, kontraktsprost i Raseborgs prosteri och assessor i domkapitlet.